# Royal Mews

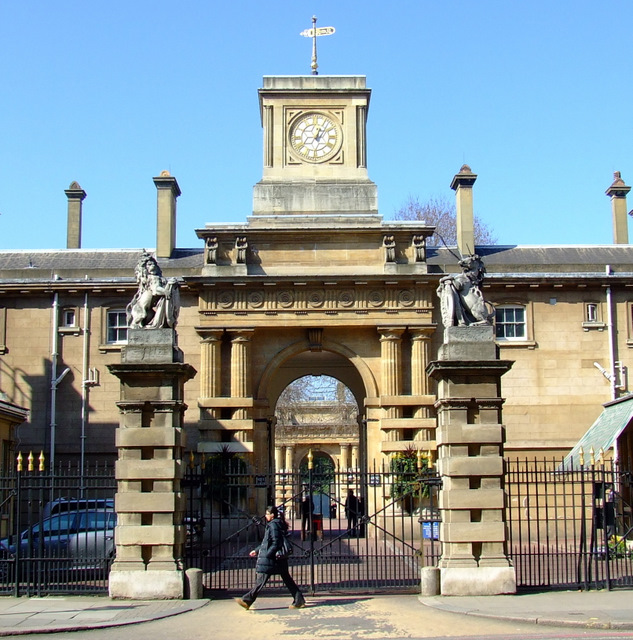
Entrada a Royal Mews

The Royal Mews es un mews, o conjunto de caballerizas de la familia real británica. En Londres, estos establos y cuartos de mozos de cuadra estuvieron en dos ubicaciones, primero en el lado norte de Charing Cross y después (desde la década de 1820) dentro de los terrenos del Palacio de Buckingham.
Los Royal Mews del Palacio de Buckingham incluyen una amplia exhibición de carruajes reales y otros artículos asociados, y está abierto al público durante gran parte del año. También son una parte funcional del palacio, donde los caballos y las mozos viven y trabajan, y donde los carruajes y los coches se utilizan a diario para apoyar la labor del Rey como jefe de Estado.

## Charing Cross

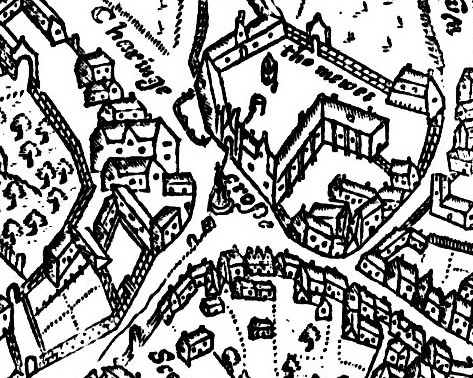
"The mewes" (arriba a la derecha) en Charing Cross, representado en el mapa de Westminster de John Norden, 1593. El mapa está orientado con el noroeste hacia la parte superior.

El primer conjunto de establos que se denominó "mews" fue el de Charing Cross, en el extremo occidental de The Strand . Los halcones reales se encontraban allí desde 1377 y el nombre deriva del hecho de que estaban confinados allí en el momento de la muda, "mew".

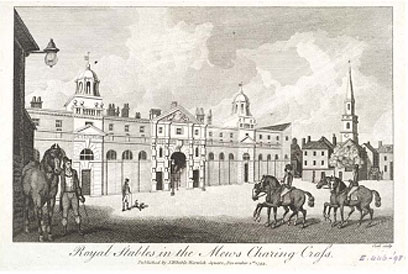
The Mews en Charing Cross en 1793

El edificio fue destruido por un incendio en 1534 y reconstruido como caballeriza, manteniendo su antiguo nombre cuando adquirió esta nueva función. En mapas antiguos, como el mapa "Grabado en madera" de Londres de principios de la década de 1560, se puede ver Mews extendiéndose hacia el sitio de Leicester Square actual.
Este edificio solía ser conocido como King's Mews, pero a veces también se le llamaba Royal Mews, Royal Stables o como Queen's Mews cuando había una mujer en el trono. Fue reconstruido de nuevo en 1732 según los diseños de William Kent, y a principios del siglo XIX estaba abierto al público.
El 15 de junio de 1820, los guardias de Royal Mews se amotinaron en apoyo de Carolina de Brunswick, de quien el rey Jorge IV buscaba divorciarse.

Era un impresionante edificio clásico, con un espacio abierto frente a él que se encontraba entre los más grandes del centro de Londres en un momento en que los parques reales estaban en la periferia de la ciudad y los jardines de las plazas londinenses estaban abiertos solo para los residentes de las casas circundantes. Fue demolido para dar paso a Trafalgar Square .

## El Palacio de Buckingham

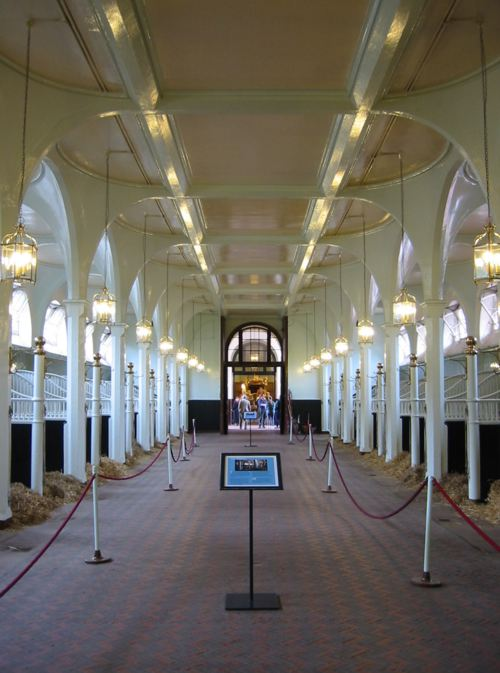
Establos en Royal Mews

El Royal Mews actual se encuentra en los terrenos del Palacio de Buckingham, al sur de los Jardines del Palacio de Buckingham, cerca de Grosvenor Place.
En la década de 1760, Jorge III trasladó algunos de sus caballos y carruajes del día a día a los terrenos de Buckingham House, que había adquirido en 1762 para el uso de su esposa, pero los principales establos reales que albergaban los coches ceremoniales y sus caballos permanecieron en el King's Mews. Sin embargo, cuando su hijo Jorge IV hizo convertir el Palacio de Buckingham en la principal residencia real en la década de 1820, se trasladó todo el establecimiento de establos. El antiguo Mews en Charing Cross fue demolido y Trafalgar Square se colocó en el sitio en 1837-1844. El Royal Mews actual fue construido según los diseños de John Nash y se completaron en 1825 (aunque la Escuela de Equitación, que se cree que fue obra de William Chambers, data de la década de 1760). Los edificios han sufrido numerosas modificaciones desde entonces.
Además de ser una instalación de trabajo a tiempo completo, Royal Mews está abierta al público con regularidad. Allí se guardan los coches estatales y otros carruajes, junto con unos 30 caballos, y sus homólogos modernos, los automóviles estatales. Los cocheros, los mozos de cuadra, los choferes y el resto del personal se alojan en pisos encima de las cocheras y los establos.

### Carruajes reales y estatales
Un buen número de estos objetos está expuesto al público, aunque no todos se conservan en Londres. La mayoría son de uso regular y algunos (por ejemplo, los Brougham) se conducen a diario. Otros (sobre todo el Gold Coach) solo se utilizan en ocasiones excepcionales y excepcionales. La lista incluye vehículos para uso personal, recreativo y deportivo, así como aquellos diseñados y conservados para ocasiones estatales:
- El Gold State Coach
- El Ireland State Coach irlandés
- El Scocht Gold State Coach
- El Australian Gold State Coach

Un Royal Mews Brougham en exhibición junto a una estación de autobuses en Holyrood Palace en Edimburgo.

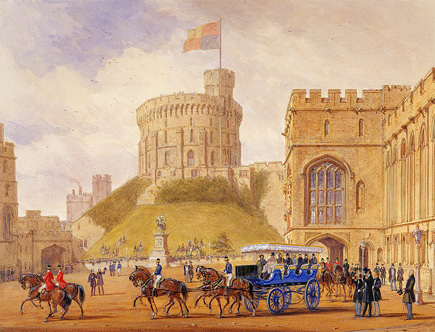
Charabanc (presentado por Luis Felipe de Francia a la reina Victoria) en el Castillo de Windsor en 1844.

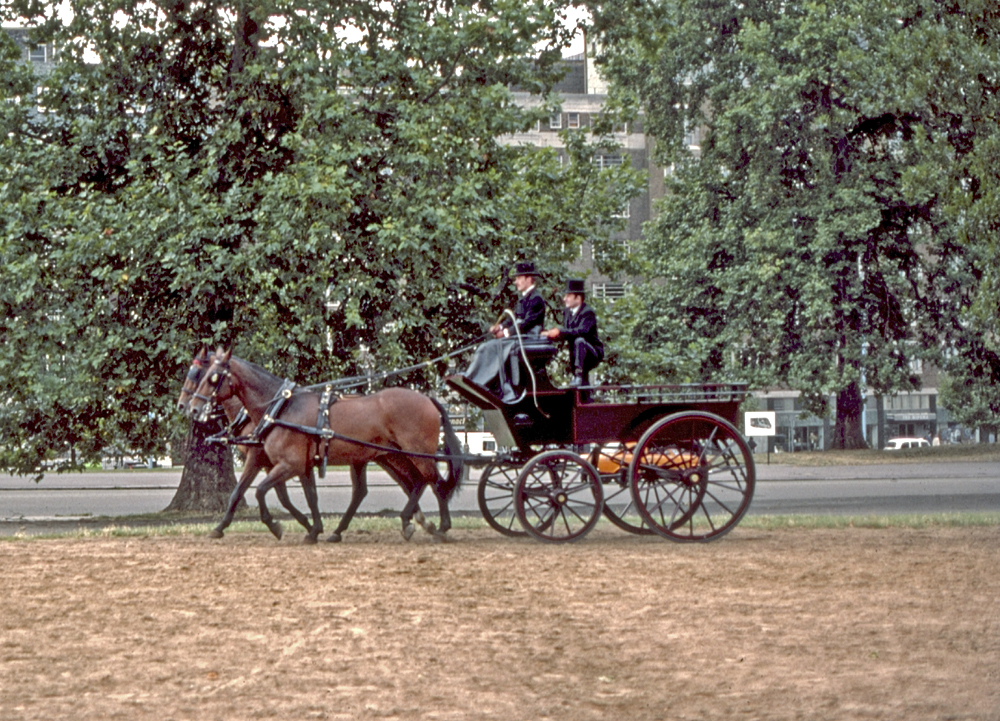
Los frenos se utilizan regularmente para entrenar y ejercitar los caballos de carruaje, como se ve aquí en Hyde Park.

- El State Coach del Jubileo de Diamante
- Entrenador estatal de la reina Alexandra
- El Cristal State Coach
- Coche de ciudad del rey Eduardo VII
- Varios vagones de Landau que incluyen:
  - El Landau estatal de 1902
  - Otros siete Landas estatales
  - Cinco Landas semi-estatales
  - Cinco Ascot Landaus
- Barouches y Sociables
- Broughams y Clarences
- Faetones y Victorias
- Carruajes deportivos, incluido un Curricle raro
- Vehículos recreativos, como el Louis-Philippe Charabanc (en la imagen)
- Una variedad de carruajes de caballos, remolques y vehículos del ejercicio.

El trineo estatal de la reina Victoria, uno de los numerosos trineos reales, utiliza con menos frecuencia, .
También se exhiben algunas de las libreas y arneses históricos e inmaculadamente conservados (que también se usan con regularidad), que van desde los artículos más sencillos utilizados para ejercitar y trabajar los caballos, hasta las libreas y arneses estatales ricamente ornamentados diseñados para usar con el estado designado de manera similar. entrenadores.

### Caballos de carga
Los caballos del Royal Mews hoy en día son en su mayor parte Windsor Grays o Cleveland Bays, aunque este no siempre ha sido el así (por ejemplo, durante más de 200 años, los caballos Hanoverian Cream criados localmente ocuparon un lugar de honor en el arnés de los principales coches, hasta que problemas debidos a la endogamia llevaron a que se suspendiera su uso a mediados de la década de 1920). Los caballos se ejercitan regularmente en el arte de tirar de carruajes (una de las razones del uso continuo del transporte tirado por caballos para las rondas diarias de mensajeros); se utilizan para conducción competitiva y recreativa, así como para deberes ceremoniales. El estiércol que producen los caballos se utiliza en el jardín del Palacio de Buckingham.

### Coches estatales

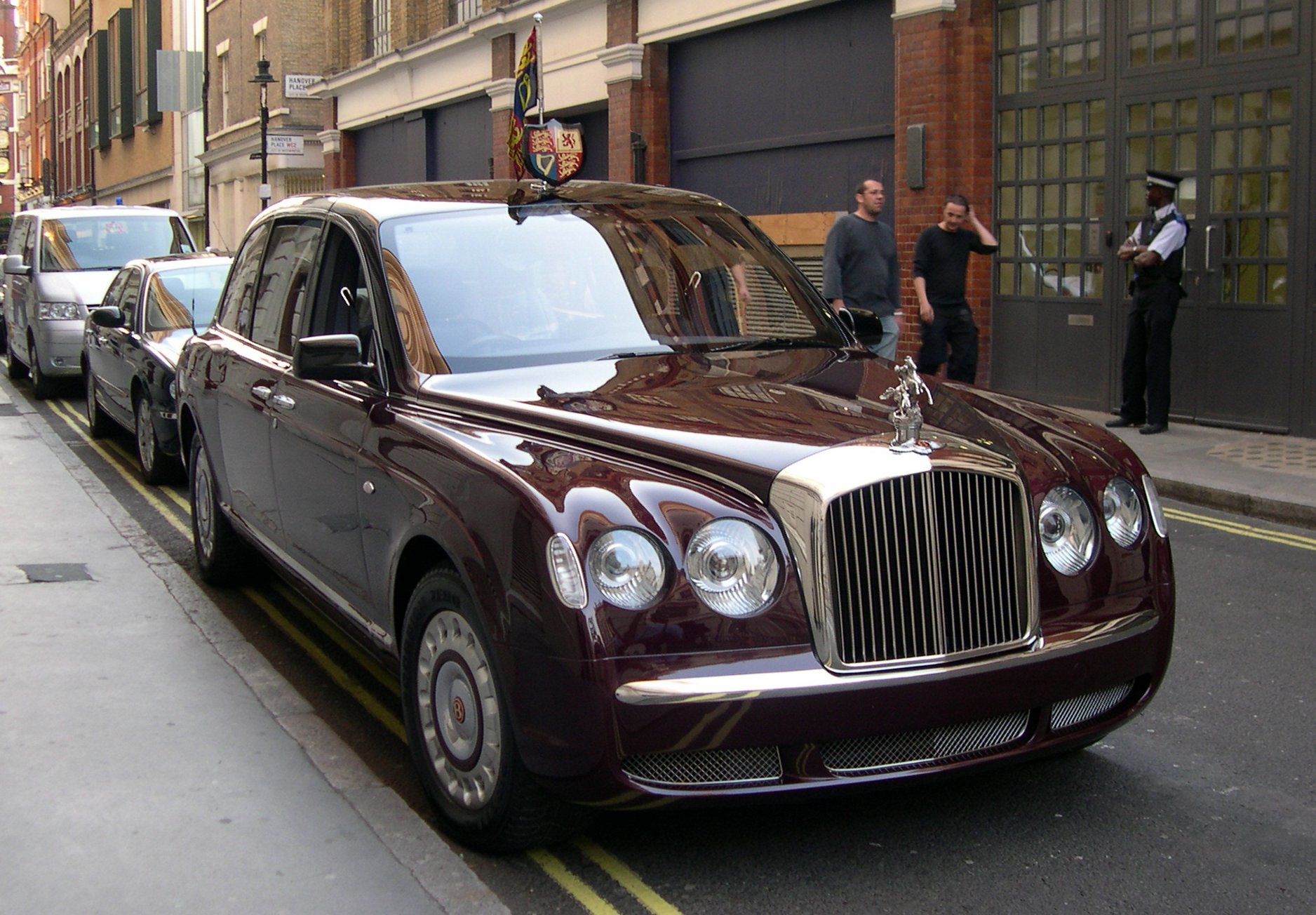
2002 Bentley State Limousine

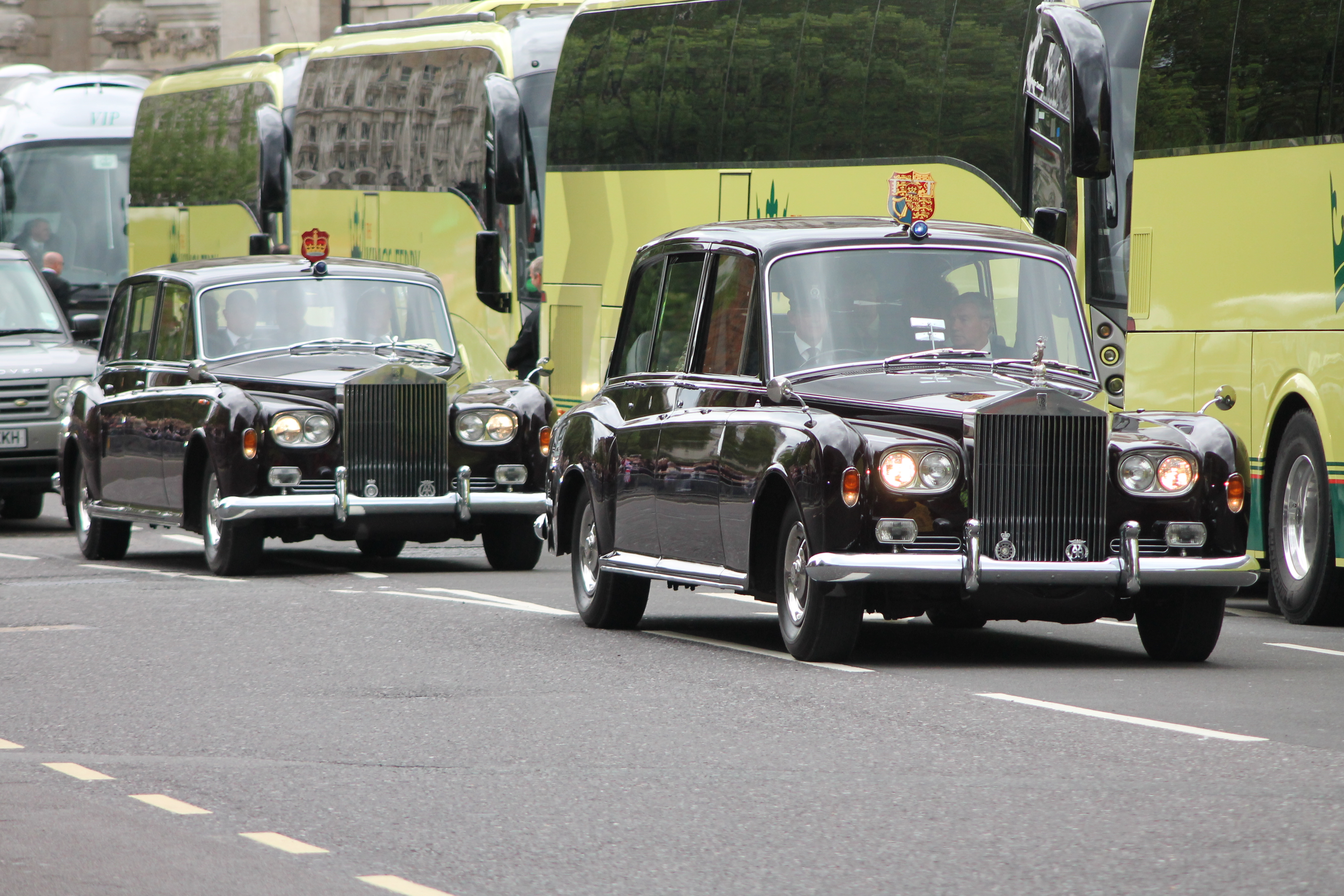
Limusinas Rolls-Royce Phantom VI de 1986 (izquierda) y 1978 (derecha)

El mantenimiento y la provisión de vehículos de motor modernos es una parte tan importante del trabajo de los Royal Mews como el de los carruajes y caballos. Eduardo VII estableció por primera vez un garaje en los Mews a principios del siglo XX; en 1920, su hijo Jorge V había convertido dos de las cocheras para acomodar a sus Daimlers estatales.
Los coches oficiales (a diferencia de los vehículos de uso personal o privado) están pintados de negro sobre claret (conocido como Royal Claret). Son conducidos, cuidados y mantenidos por varios chóferes, que tienen su base en Mews y trabajan bajo las órdenes del chófer principal (quien, junto con su ayudante, es el principal responsable de conducir el Queen).
Los cinco autos estatales principales no tienen placas de matrícula. Comprenden:
- Dos limusinas estatales Bentley (entregadas a la reina en 2002 para conmemorar su Jubileo de Oro ).
- Dos limusinas Rolls-Royce Phantom VI: el Silver Jubilee Phantom VI de 1978 y un Phantom VI de 1986, ambos casi idénticos por fuera, salvo por el techo ligeramente más alto en el modelo de 1978 (ver foto).
- Un raro Rolls-Royce Phantom IV de 1950 con carrocería de HJ Mulliner & Co., el primer ejemplo de este modelo construido; fue equipado con una caja de cambios automática en 1955.

#### Antiguos autos estatales
Durante el reinado de la reina, los siguientes vehículos también sirvieron como autos estatales:
- Un par de Rolls-Royce Phantom V entregadas en 1960 y 1961 (se retiraron de la flota de trabajo después de que se adquirieran varios Bentley en 2002).
- Un landaulette Rolls-Royce Phantom IV de 1954 con carrocería de Hooper, comprado en 1959 (retirado de la flota de trabajo después de la adquisición del segundo Phantom VI en 1987).[4]
- Cuatro landaulettes Daimler DE 36, construidos como coches estatales para el rey Jorge VI a finales de la década de 1940 y heredados por la reina cuando subió al trono. (De estos, uno se le dio a la Reina Madre para que lo usara, mientras que los otros permanecieron como autos estatales junto con la limusina Phantom IV; estos se vendieron cuando se adquirieron la landaulette Phantom IV y las limusinas Phantom V).

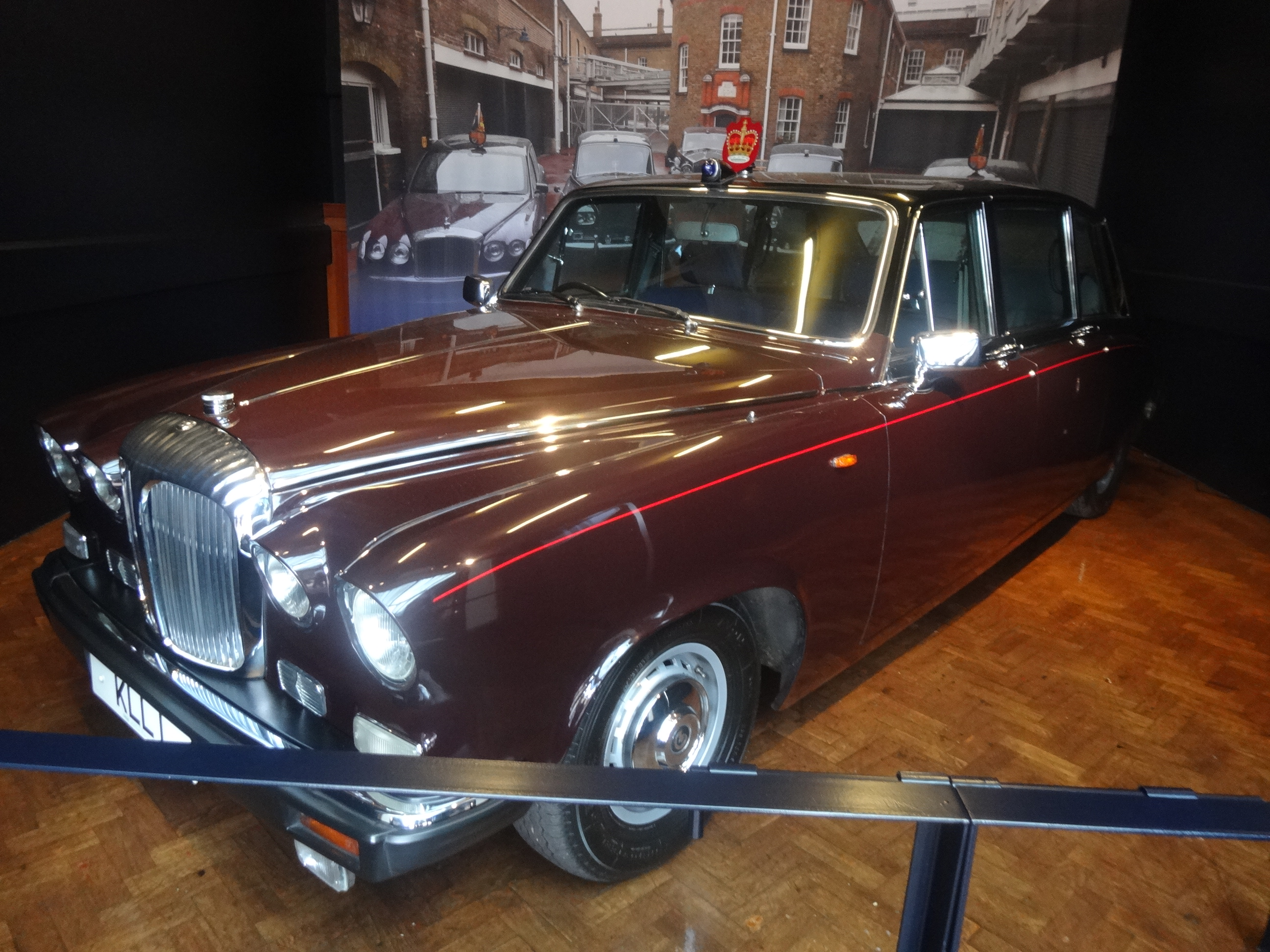
Limusina Daimler DS420 en exhibición en Royal Mews en 2017

Limusinas utilizadas para ocasiones menos formales y como vehículos de apoyo:
- Dos limusinas Jaguar XJ 2012 (matrículas NGN 1 y NGN 2).
- Tres c. 1992 Limusinas Daimler DS420 (matrículas KLL1, K326EHV y F728OUL).

Land Rover, familiares y monovolúmenes también se guardan en Royal Mews. Desde 2012 se han adquirido varios vehículos eléctricos, para diversos fines, que van desde un BMW i3 y un BMW Serie 7 híbrido hasta una camioneta Nissan y un Renault Twizy.

### Supervisión oficial
El cuidado y adiestramiento de tantos caballos, el cuidado y mantenimiento continuo de los carruajes, carros y tachuelas, junto con el uso real de estos vehículos reales, significa que esta es una parte muy activa del palacio. El Departamento de Royal Mews está supervisado por un funcionario llamado Crown Equerry .

## Otros lugares

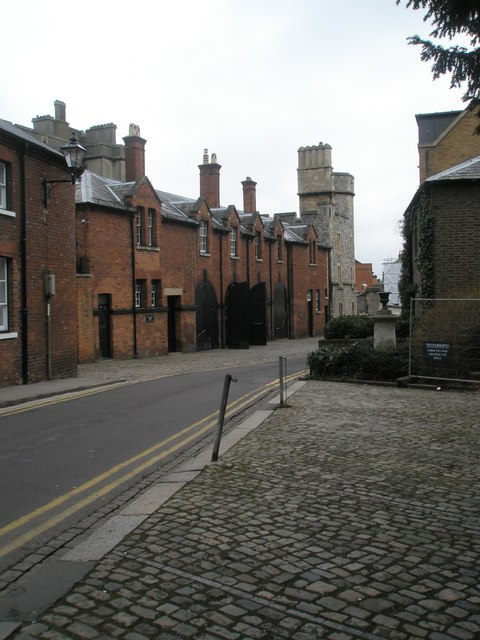
Entrada a Royal Mews, Castillo de Windsor

El Royal Mews del Hampton Court Palace tiene vistas a Hampton Court Green. Continúa proporcionando alojamiento para el personal real, y los caballos se guardan allí de vez en cuando. No está abierto al público.
Hay un Royal Mews en funcionamiento en el Castillo de Windsor donde normalmente se guardan los vagones de Ascot, junto con los vehículos que se utilizan en Windsor Great Park . Algunos caballos para montar (en lugar de conducir) también se alojan aquí.
En Holyrood, las Royal Mews (situado en Abbey Strand) son una de las partes más antiguas del palacio, y todavía se pone en funcionamiento cuando se utilizan los carruajes reales en Edimburgo..
Históricamente, los antiguos establos del Palacio de St James, que se encontraba donde ahora está Lancaster House, también se conocieron en algún momento como Royal Mews.